# 美しい庵主さん
『美しい庵主さん』（うつくしいあんしゅさん）は、1958年5月6日に公開された日活製作の映画である。尼寺を舞台にした青春コメディ映画、主演は芦川いづみ。芦川は尼僧を演じるため坊主頭になっている。モノクロ、シネマスコープ。

## 配役
- 芦川いづみ[5] : 昌妙尼
- 小林旭 : 安形昭夫
- 浅丘ルリ子 : 増井悦子
- 東山千栄子 : 昌光尼
- 高橋とよ : 栄勝尼
- 福田トヨ : 智円尼
- 七尾伶子 : 智道尼
- 堺美紀子 : ブルーキャットのマダム
- 横山美代子 : 山本屋の娘
- 千葉信男 : 大きい男
- 永井柳太郎 : 昌妙尼の父
- 田中筆子 : 昌妙尼の母
- 東恵美子 : 昌妙尼の嫂
- 柳瀬志郎 : 学生
- 藤村有弘 : 怪しい男
- 杉幸彦 : 県立大学の学生Ａ
- 黒田剛 : 県立大学の学生Ｂ
- 岡田朝光 :ロカビリー歌手
- 天草四郎 : 大竹屋の主人
- 小沢昭一 : 大竹屋の息子

## スタッフ
- 監督 ： 西河克己
- 脚本 ： 窪田篤人、西河克己
- 企画 ： 芦田正蔵
- 原案 : 有吉佐和子
- 音楽 : 池田正義
- 編集 : 鈴木晄
- 撮影 : 姫田真佐久